# Парамо-де-Боедо
Парамо-де-Боедо (ісп. Páramo de Boedo) — муніципалітет в Іспанії, у складі автономної спільноти Кастилія-і-Леон, у провінції Паленсія. Населення — 98 осіб (2010).
Муніципалітет розташований на відстані близько 250 км на північ від Мадрида, 65 км на північ від Паленсії.
На території муніципалітету розташовані такі населені пункти: (дані про населення за 2010 рік)
- Парамо-де-Боедо: 47 осіб
- Вільянесер'єль-де-Боедо: 15 осіб
- Соріта-дель-Парамо: 36 осіб

## Демографія
Динаміка населення (INE ):